# Dicycloverine
Dicycloverine, còn được gọi là dicyclomine, là một loại thuốc được sử dụng để điều trị co thắt ruột như xảy ra trong hội chứng ruột kích thích. Nó được uống bằng miệng hoặc tiêm cơ bắp. Mặc dù nó đã được sử dụng trong chứng đau bụng và viêm ruột trẻ em, chưa có bằng chứng hỗ trợ những cách chữa bệnh này.
Các tác dụng phụ thường gặp bao gồm khô miệng, mờ mắt, yếu, buồn ngủ và chóng mặt. Tác dụng phụ nghiêm trọng có thể bao gồm rối loạn tâm thần và khó thở ở trẻ sơ sinh. Sử dụng trong thai kỳ dường như là an toàn trong khi sử dụng trong thời gian cho con bú không được khuyến cáo. Cách thức hoạt động của nó hiện còn không hoàn toàn rõ ràng.
Dicycloverine đã được phê duyệt cho sử dụng y tế tại Hoa Kỳ vào năm 1950. Nó có sẵn như là một loại thuốc gốc. Tại Vương quốc Anh, NHS trả khoảng 1,84 £ mỗi liều vào năm 2019. Tại Hoa Kỳ, chi phí bán buôn của số tiền này là khoảng 0,15 USD. Năm 2016, đây là loại thuốc được kê đơn nhiều thứ 178 tại Hoa Kỳ với hơn 3 triệu đơn thuốc.

## Sử dụng trong y tế
Dicyclomine được sử dụng để điều trị các triệu chứng của hội chứng ruột kích thích, đặc biệt là chứng tăng trương lực, ở người lớn. Kể từ năm 2016, các hướng dẫn lâm sàng đã khuyến cáo dùng dicycloverine và các thuốc chống co thắt khác cho IBS khi bị tiêu chảy như một phương pháp điều trị đầu tiên, mặc dù bằng chứng về hiệu quả của chúng rất yếu.

## Chống chỉ định
Thuốc này không nên được sử dụng cho những người bị tắc nghẽn GI hoặc bệnh tiết niệu, viêm loét đại tràng nặng, trào ngược, bất kỳ tình trạng tim không ổn định, bệnh tăng nhãn áp, nhược cơ và bất cứ ai bị chảy máu.
Không nên dùng cho trẻ em hoặc trẻ sơ sinh bị đau bụng do nguy cơ co giật, khó thở, khó chịu và bồn chồn, và có rất ít bằng chứng hỗ trợ hiệu quả trong việc sử dụng như vậy trong mọi trường hợp.
Vì dicycloverine được biết là làm suy giảm khả năng suy nghĩ và phối hợp, những người dùng thuốc này nên tránh lái xe hoặc vận hành máy móc.
Tác dụng đối với thai nhi hoặc trẻ bú mẹ hiện vẫn chưa được hiểu rõ.

## Tác dụng phụ
Dicycloverine có thể gây ra một loạt các tác dụng phụ kháng cholinergic như khô miệng, buồn nôn, mờ mắt, chóng mặt, nhầm lẫn, táo bón nặng, đau dạ dày, tim đập nhanh, khó tiểu và co giật.